# Julius von Schlosser
Julius Alwin Franz Georg Andreas Ritter von Schlosser (23 de setembro de 1866, Viena - 1 de dezembro de 1938, Viena) foi um historiador da arte austríaco e um importante membro da Escola de História da Arte de Viena. Segundo Ernst Gombrich, ele foi "Uma das personalidades mais destacadas na história da arte".

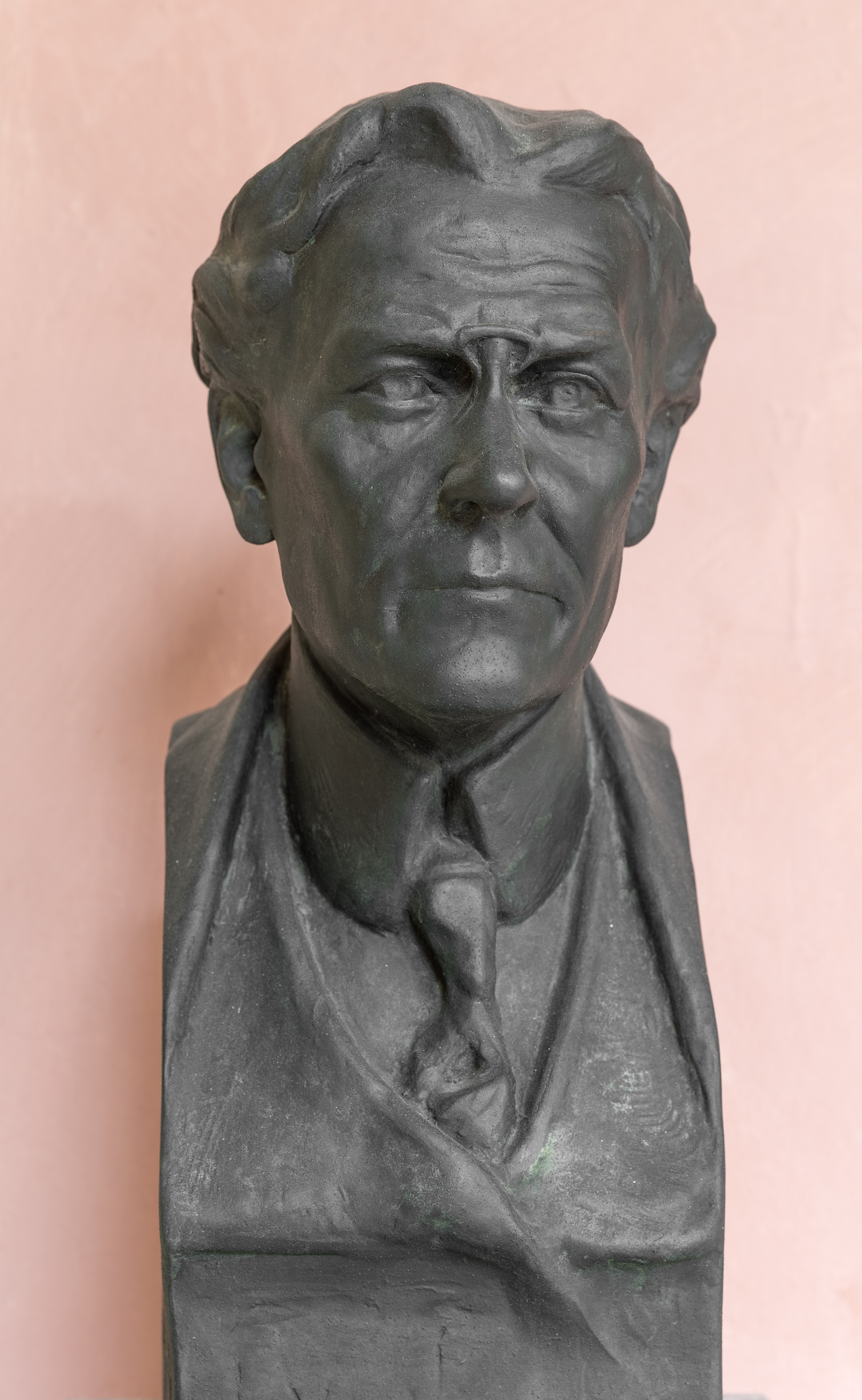
Busto de Julius von Schlosser no Arkadenhof da Universidade de Viena

De 1884 a 1887, Julius Schlosser estudou filologia, história da arte e arqueologia na Universidade de Viena. Em 1888, ele completou o doutorado. tese sobre os primeiros claustros medievais orientada por Franz Wickhoff . Em 1892, ele escreveu seu Habilitationsschrift. Em 1901, foi nomeado professor e diretor da coleção de esculturas de Viena. Em 1913, ele foi nomeado cavaleiro (comenda) e mudou seu nome de Julius Schlosser para Julius von Schlosser. Em 1919 ele se tornou membro da Academia Austríaca de Ciências. Após a morte inesperada de Max Dvořák em 1922, ele presidiu o segundo departamento de história da arte da Universidade de Viena, seu colega e oponente Josef Strzygowski presidiu o primeiro departamento de história da arte. Von Schlosser aposentou-se em 1936.
Em 1908, Von Schlosser publicou Die Kunst- und Wunderkammern der Spätrenaissance (As câmaras de arte e maravilhas do final do Renascimento), e em 1912 um estudo sobre as memórias de Lorenzo Ghiberti. De 1914 a 1920, ele escreveu seu Materialien zur Quellenkunde der Kunstgeschichte (materiais para o estudo de origem da história da arte)  em oito partes e, em 1923, um estudo sobre arte medieval, intitulado Die Kunst des Mittelalters (A arte da Idade Média). Em 1924, publicou Die Kunstliteratur (A literatura na Idade Média), bibliografia sobre escritos sobre arte, que foi traduzida para o italiano como La letteratura artistica: Manuale delle fonti della storia dell'arte moderna (Literatura de arte: Manual das fontes da história da arte moderna) (1935; 2ª edição, 1956; 3ª edição, 1964). Em 1984, também foi traduzido para o francês. Esta publicação, que expressou descontentamento com as avaliações de Jacob Burckhardt em Die Kultur der Renaissance in Italien (A Cultura da Renascença Italiana) (1860) em vários aspectos, é uma "famosa obra padrão ... que ainda é a pesquisa mais admirável de escritos sobre arte de antiguidade ao século XVIII ". "Escrito com a profunda percepção do conhecimento de primeira mão, não é apenas indispensável como um livro de referência bibliográfica, mas também é uma das poucas obras em nosso assunto a ser genuinamente erudita e legível."
De 1929 a 1934, apareceu seu Künstlerprobleme der Frührenaissance (Problemas de artistas do início da Renascença) em 3 volumes. Isso foi seguido por um estudo sobre Die Wiener Schule der Kunstgeschichte (A Escola de História da Arte de Viena, 1934, traduzido para o inglês como The Vienna School of Art History), no qual, no entanto, ele afirmava com desprezo que o primeiro departamento de história da arte da Universidade de Viena, presidido por seu oponente Strzygowski, nada tinha em comum com a Escola de Viena e, na verdade, muitas vezes a contradizia, de modo que a omitiu completamente de seu esboço histórico. Em 1941, uma monografia póstuma sobre Ghiberti apareceu. Em 1998, seu "Geschichte der Porträtbildnerei in Wachs" (História da pintura de retratos em cera, 1911) foi traduzido para o inglês. Além de seus escritos históricos da arte, Von Schlosser também publicou uma história dos instrumentos musicais (1922).
Sendo sua mãe de ascendência italiana, ele falava italiano muito bem e esperava que seus alunos lessem textos italianos originais, particularmente Vasari. Amigo próximo de Benedetto Croce, Von Schlosser traduziu as obras do famoso filósofo italiano para o alemão.
De acordo com Catherine M. Soussloff, "muito da obra de von Schlosser levanta uma questão básica para qualquer discurso sobre cultura visual, como a história da arte, que constrói o criador como essencial para a compreensão do artefato ou objeto. A biografia de um artista pode ser mantida em situação privilegiada e isolada das demais fontes escritas. . . Esta questão não pode ser respondida adequadamente sem olhar mais de perto os argumentos encontrados em von Schlosser sobre a estrutura da biografia do artista que mais tarde informou aqueles da Lenda, Mito e Magia . " .
Em seu obituário na Burlington Magazine, Ernst Gombrich enfatiza que Von Schlosser "não era um especialista do tipo moderno - nem se esforçou para sê-lo. Para qualquer tipo de especialização, sua leitura era muito vasta, sua visão muito ampla, seu horizonte muito amplo. Abraçava a literatura não menos do que a arte e a história e, por último, mas não menos importante - a música. Seu horror ao profissionalismo de qualquer tipo se reflete em cada linha que escreveu. " Segundo o Dicionário de Historiadores de Arte, ele é "considerado um dos gigantes da disciplina de história da arte do século XX".
Os alunos de Von Schlosser incluíam Ernst Kris, Otto Kurz, Ernst Gombrich, Otto Pächt, Hans Sedlmayr, Fritz Saxl, Ludwig Goldscheider, Charles de Tolnay e outros historiadores de arte conhecidos.
A Schlossergasse em Viena foi batizada em homenagem à memória de Julius von Schlosser.